# Dorothea Binz
Dorothea Binz (16 de março de 1920 – 2 de maio de 1947) foi uma oficial alemã e supervisora o campo de concentração de Ravensbrück durante o Holocausto. Ela foi executada por crimes de guerra.

## Vida
Nascida em uma família alemã de classe média baixa em Försterei Dusterlake, Brandenburg, Alemanha, Binz frequentou a escola até os 15 anos. Ela se ofereceu para trabalhar na cozinha em Ravensbrück em agosto de 1939, e foi nomeada Aufseherin (supervisora) no mês seguinte.

## Trabalho de acampamento
Binz serviu como Aufseherin sob o comando da Oberaufseherin Emma Zimmer, Johanna Langefeld, Maria Mandl e Anna Klein. Embora trabalhasse com guardas de alto escalão, Binz era conhecida como "a verdadeira estrela do campo", e a "guarda chefe foi completamente ofuscada por seu vice. "Ela trabalhou em várias partes do campo, incluindo a cozinha e lavanderia. Mais tarde, ela teria supervisionado o bunker onde as prisioneiras eram torturadas e mortas. Ela começou como vice-diretora de seu bloco penal em setembro de 1940 e tornou-se diretora do bloco de celas no verão de 1942.
Binz foi promovida não oficialmente a Stellvertretende Oberaufseherin (Vice-Chefe de Guarda) em julho de 1943; a promoção foi oficializada em fevereiro de 1944. Ela era conhecida por "cuidar das mulheres mais fracas ou temerosas, a quem ela então regava com chibatadas ou golpes". Como membro da equipe de comando entre 1943 e 1945, ela dirigiu o treinamento e atribuiu tarefas a mais de 100 mulheres guardas ao mesmo tempo. Binz supostamente treinou algumas das guardas mais cruéis do sistema, incluindo Ruth Closius.

Em Ravensbrück, a jovem Binz teria batido, esbofeteado, chutado, atirado, chicoteado, pisoteado e abusado de mulheres continuamente. Testemunhas afirmam que, quando ela apareceu na Appellplatz, "caiu o silêncio". Ela supostamente carregava um chicote na mão, junto com um pastor-alemão na coleira, e a qualquer momento chutaria uma mulher até à morte ou a escolheria para ser morta. Ela teria um namorado no campo, um oficial da SS, Edmund Bräuning. O casal teria feito caminhadas românticas ao redor do acampamento para assistir às mulheres sendo açoitadas, após o que eles iriam embora rindo. Eles viveram juntos em uma casa fora dos muros do campo até o final de 1944, quando Bräuning foi transferido para o campo de concentração de Buchenwald.

Dorothea Binz, recebendo sua sentença de morte, 1947: Binz carrega uma placa com o 5, ladeada por guardas britânicas.

## Captura e execução
Binz fugiu de Ravensbrück, foi capturada em 3 de maio de 1945 pelos britânicos em Hamburgo e encarcerada no campo de Recklinghausen (anteriormente um subcampo de Buchenwald). Ela foi julgada com pessoal da SS por um tribunal britânico no Julgamento de Crimes de Guerra de Ravensbrück. Ela foi condenada por cometer crimes de guerra, sentenciada à morte e, posteriormente, enforcada (pelo método de queda longa) na forca na prisão de Hamelin pelo carrasco britânico Albert Pierrepoint em 2 de maio de 1947.